# 코르누투스
루키우스 안나에우스 코르누투스(Lucius Annaeus Cornutus, 그리스어: Ἀνναῖος Κορνοῦτος)는 로마 제국의 제5대 황제 네로(재위 54~68)의 통치 시기에 활동했던 스토아 학파 철학자이다. 당시 로마에 소재한 그의 집은 여러 철학 학교들 중 하나였다. 코르누투스는 포르누투스(Phornutus)라고도 불리었다.